# Veridiana Mostaco da Fonseca
Veridiana Mostaco da Fonseca (ur. 30 grudnia 1982 w Londrinie, Brazylia) – brazylijska siatkarka grająca jako libero. Obecnie występuje w drużynie Vôlei Futuro.

## Kariera
| Klub                          | Kraj       | Od        | Do        |
| ----------------------------- | ---------- | --------- | --------- |
| Grêmio de Vôlei Osasco        | Brazylia   | 2000–2001 | 2002–2003 |
| Grêmio de Vôlei Osasco        | Brazylia   | 2003–2004 | 2003–2004 |
| Minas Tênis Clube             | Brazylia   | 2004–2005 | 2004–2005 |
| Clube Desportivo Macaé Sports | Brazylia   | 2005–2006 | 2005–2006 |
| CA Trofa                      | Portugalia | 2006–2007 | 2006–2007 |
| Brasil Telecom                | Brazylia   | 2007–2008 | 2007–2008 |
| Minas Tênis Clube             | Brazylia   | 2008–2009 | 2008–2009 |
| Pinheiros/Mackenzie           | Brazylia   | 2009–2010 | 2009–2010 |
| São Caetano Esporte Clube     | Brazylia   | 2010–2011 | 2010–2011 |
| Vôlei Futuro                  | Brazylia   | 2011–2012 | …         |